# Dennis Ireland
Dennis Paul Ireland, conegut com a Dennis Ireland   (19 de novembre de 1954), és un expilot de motociclisme neozelandès que va competir en el Campionat del Món de Motociclisme des de 1976 fins al 1986. El 1979 va guanyar la seva única carrera en el Gran Premi de Bèlgica de 500cc. El 1982 va guanyar el TT de l'Illa de Man.